# Строевая Гора
Строевая Гора — село в Комсомольском районе Ивановской области Российской Федерации, входит в состав Писцовского сельского поселения.

## География
Село расположено в 8 км на восток от центра поселения села Писцово и в 28 км на северо-восток от районного центра города Комсомольскa.

## История
В XVI-XVII веках по административно-территориальному делению село входило в состав Костромского уезда в Сорохотский стан. В 1546 году упоминается «монастырь от Пречистыя Строевы горы, а в нем игумен Иоаким». В 1569 году царь и великий государь Иван Васильевич (Грозный) в Костромском уезде в волости Сорохте пожаловал селом Шибухиным с деревнями «пречистые монастыря и чуд. Николы Строевы Горы что в Костромском уезде, игумена Иакима збратиею», взамен их «монастырских земель: деревни Оксентьевы, Коровины, Шабановы, Сторниские», которые у них, по цареву указу, Курбат Измайлов да подъячей Рудак Толмачев к цареву дворцовому селу Писцову приписали. В 1628 году упоминается церковь «Никола чудотворец монастырь общей на Строеве горе». В 1627-1631 годах «Монастырь Строева гора, а на монастыре церковь Николы чуд. древена вверх с трапезою, да место церковное, что была церковь Рожества Пречистые Богородицы...». В 1678 году «Пречистыя Богородицы Игрицкаго монастыря что на Песошне, село Строевы горы, а в нем на церковной земле церковь Рожества Пречистые Богородицы да придел Николы чуд., а та церковь строение монастырское, да в селе двор монастырской, двор дьячка Андрея Борисова». В марте 1729 году «запечатан указ о строении церкви по челобитью вотчины Богородицкаго Игрицкаго монастыря, что на Песочне, села Строевы горы церкви Сергия чуд. старосты Ивана Меркульева, велено в том селе вместо ветхой церковной Сергиевской церкви на том же церковном месте построить вновь церковь во имя тот же престол». 
Богородицкая каменная церковь построена в середине XVIII века, позднее к ней добавились северный придел и колокольня. Престолов в церкве было три: в холодной — в честь Рождества Пресвятой Богородицы, во имя прп. Сергия Радонежского, в теплой — во имя святителя Николая Чудотворца.
В конце XIX — начале XX века село входило в состав Сорохтской волости Нерехтского уезда Костромской губернии, с 1918 года — Иваново-Вознесенской губернии.
С 1929 года село являлось центром Строево-Горского сельсовета Писцовского района Ивановской области, с 1932 года — в составе Комсомольского района, с 1954 года — в составе Михеевского сельсовета, с 2005 года — в составе Писцовского сельского поселения.

## Население
| 1872 | 1897 | 1907 | 2002 | 2010 |
| ---- | ---- | ---- | ---- | ---- |
| 192  | ↘191 | ↗220 | ↘0   | →0   |

## Достопримечательности
В селе расположена недействующая Церковь Рождества Пресвятой Богородицы.